# 金慈姑
金慈姑（学名：Typhonium roxburgii）是天南星科犁头尖属的植物。分布于印度尼西亚、斯里兰卡、马来半岛以及中国大陆的云南等地，目前尚未由人工引种栽培。